# Geravy (polana)
Geravy – polana na płaskowyżu Geravy w południowej części Słowackiego Raju. Znajduje się na wysokości 1032 m n.p.m. Jest to zespół kilku łąk. Na jednej z nich stoi hotel górski Geravy z bufetem turystycznym. Przy hotelu skrzyżowanie szlaków turystyki pieszej, wyznakowano także szlak narciarstwa biegowego. Na szczytowym wzniesieniu drugiej łąki, nieco dalej od hotelu, znajduje się pomnik bohaterów słowackiego powstania narodowego.
Przy hotelu istnieje stadnina koni.

## Szlaki turystyczne
Geravy – rozdroże Pod Suchym vrchom – Glacká cestá – rozdroże Glac bývalá horáreň – Malá poľana – horáreň Sokol. Czas przejścia 4 h,
  Dedinky, Biele Vody – Zejmarská roklina – Geravy. Czas przejścia: 1 h,
  rozdroże Pod Tomášovským výhľadom – Kyseľ, ústie – Sokolia dolina, ústie – Klauzy – Predný Hýľ – Veľka poľana – Geravy – Dedinky.

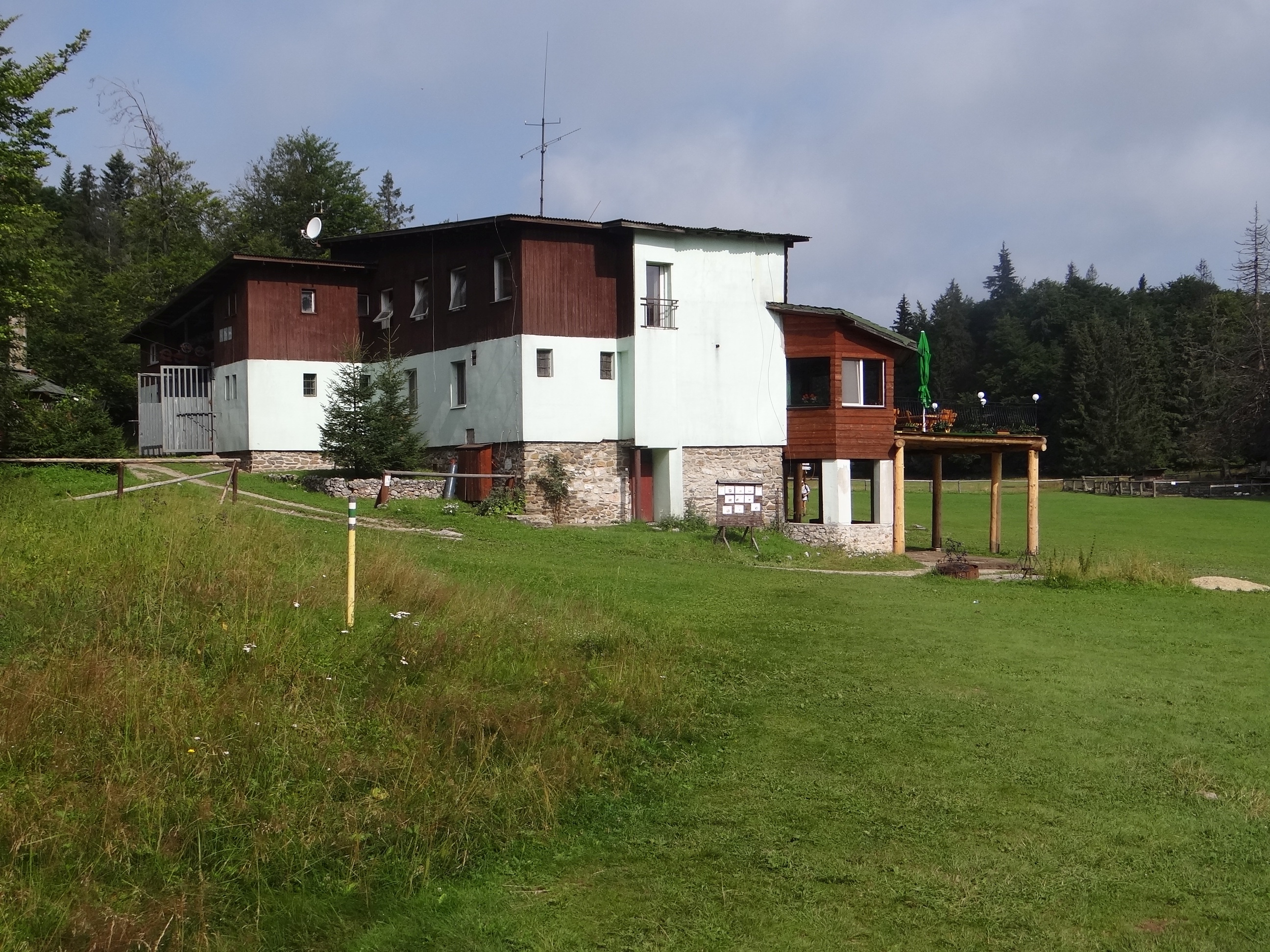
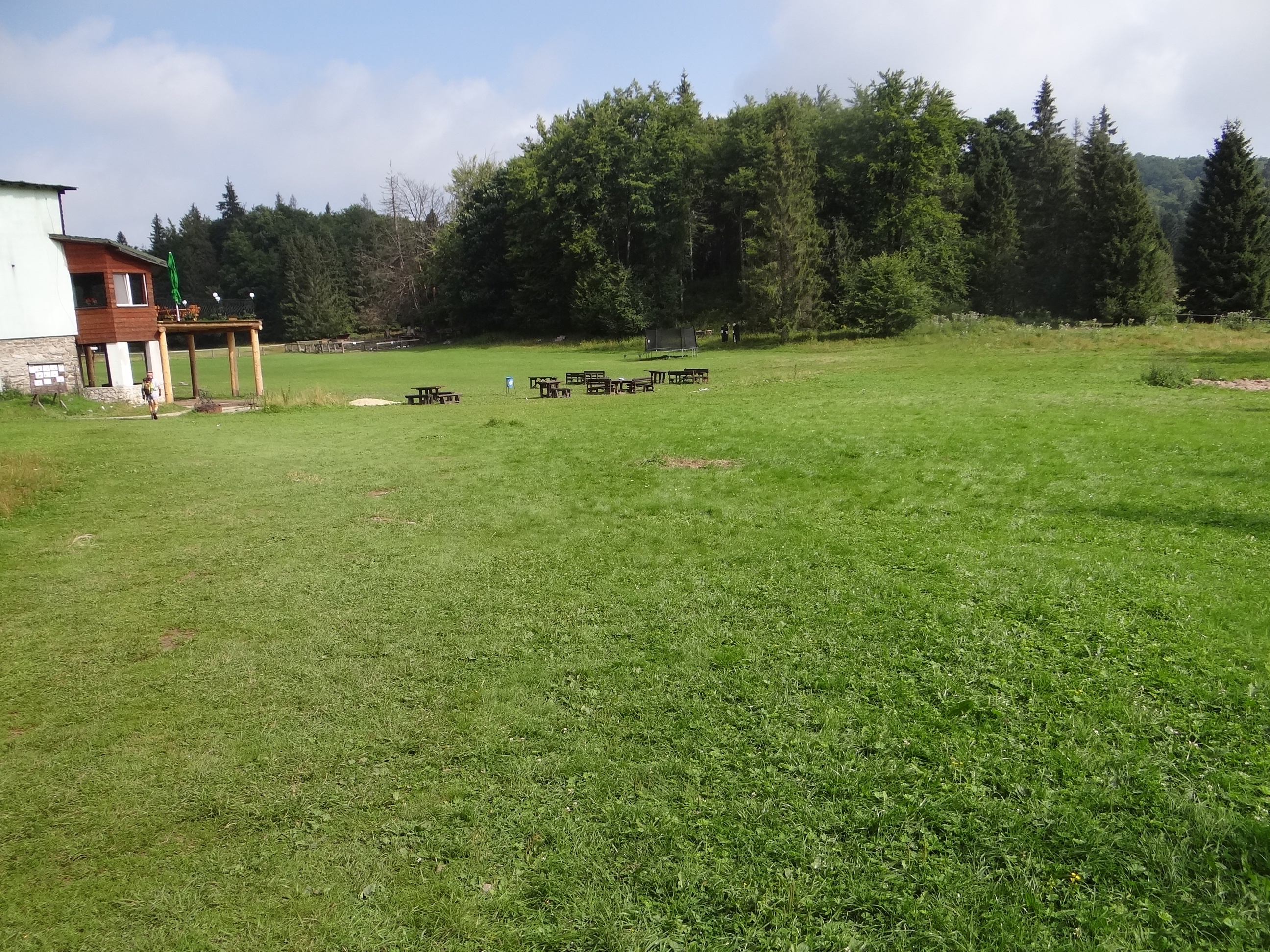
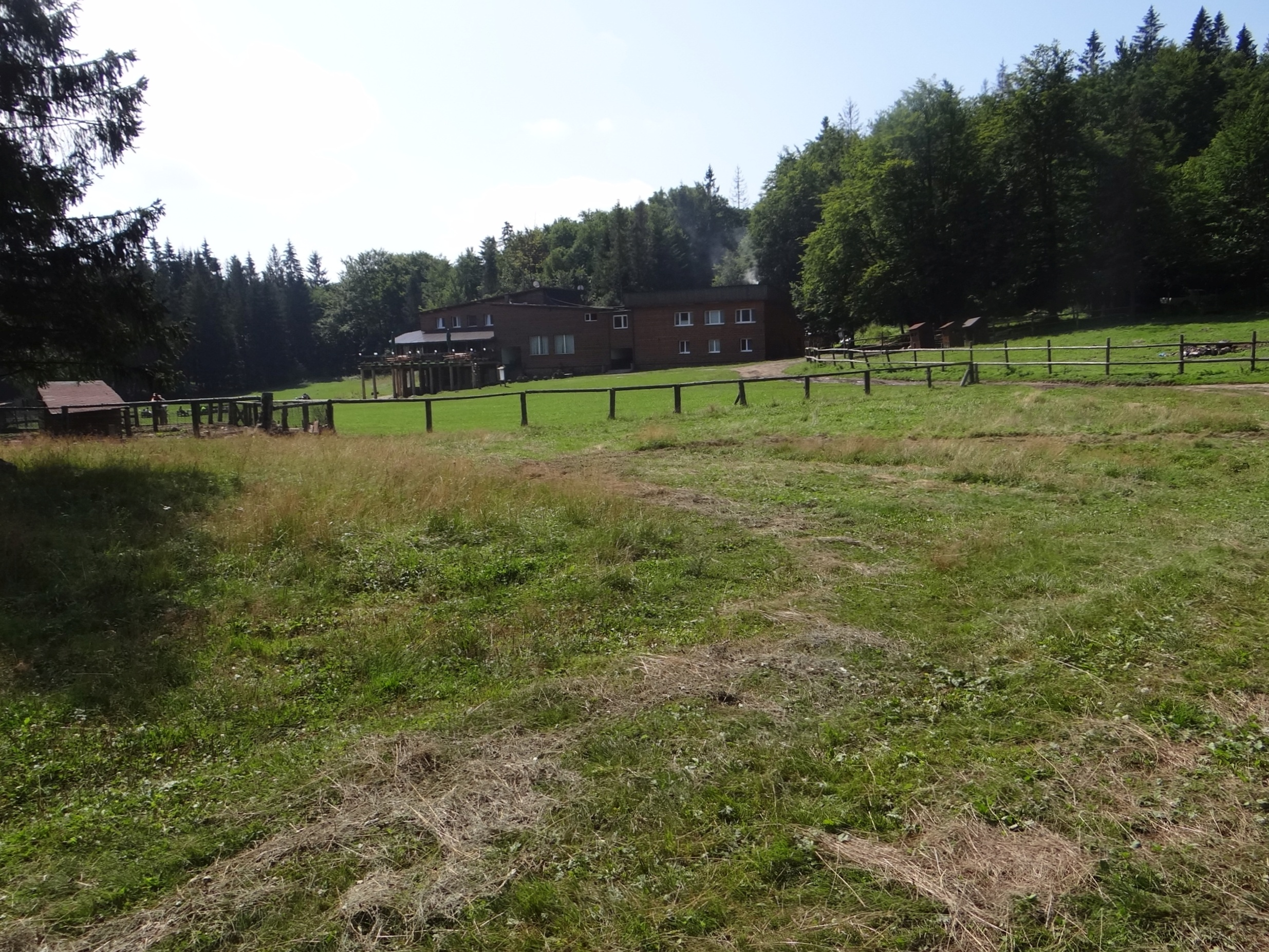
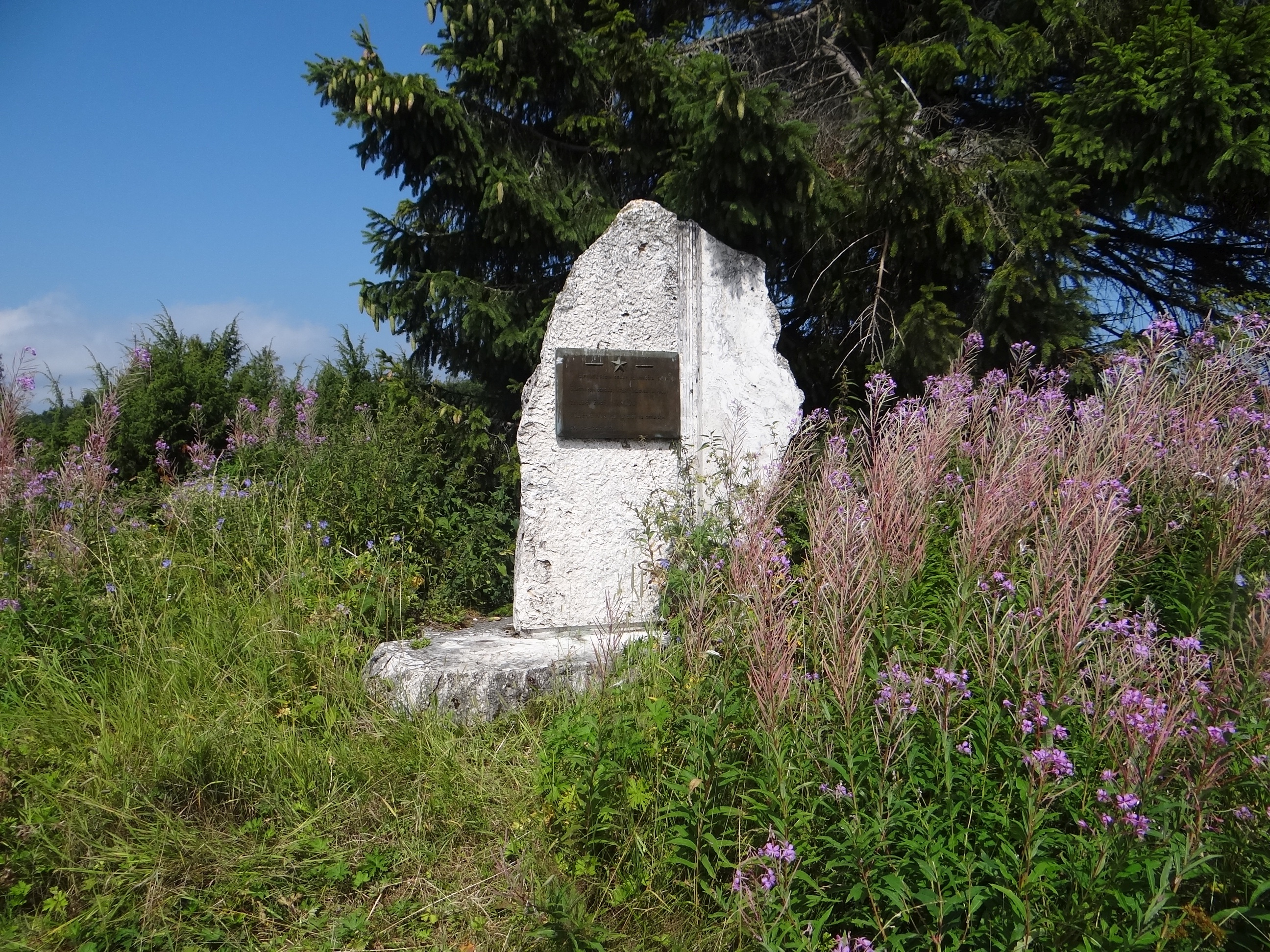